# Lumbini (plaats)
Lumbini (ook: Lumbini Aadarsha) is een dorpscommissie (Engels: village development committee, afgekort VDC; Nepalees: panchayat) in het zuiden van Nepal aan de grens met India.
Het is de geboorteplaats van Gautama Boeddha, de stichter van het Boeddhisme, die leefde van 623 tot 543 voor Christus. Lumbini is een van de vier belangrijkste pelgrimsplaatsen gerelateerd aan het leven van Boeddha.
Lumbini staat sinds 1997 op de Werelderfgoedlijst van UNESCO.
Doordat het zo een belangrijke bedevaartsplaats is voor boeddhisten wereldwijd, zijn er in Lumbini veel verschillende boeddhistische elementen uit verschillende landen te vinden. In het gebied zijn onder andere een Chinees boeddhistische tempel, een Birmese pagode en bij de bodhiboom hangen Tibetaanse gebedsvlaggen en Koreaans boeddhistische lampionnen. De boeddhistische tempels van de hoofdstromingen in het boeddhisme zijn hier te vinden.
In 2013 werd bij de Maya Devi tempel in Lumbini de overblijfselen van een oud boomheiligdom daterend van vóór 550 v.Chr. De onderzoekers beschreven dit als het vroegste bewijs van boeddhistische structuren en het eerste archeologische bewijs van het leven van Gautama Boeddha, maar andere wetenschappers waarschuwden dat het heiligdom pre-boeddhistische boomverering kan vertegenwoordigen en dat meer onderzoek nodig is.

## Geboren in Lumbini
- Gautama Boeddha 566 v.Chr.

## Foto's

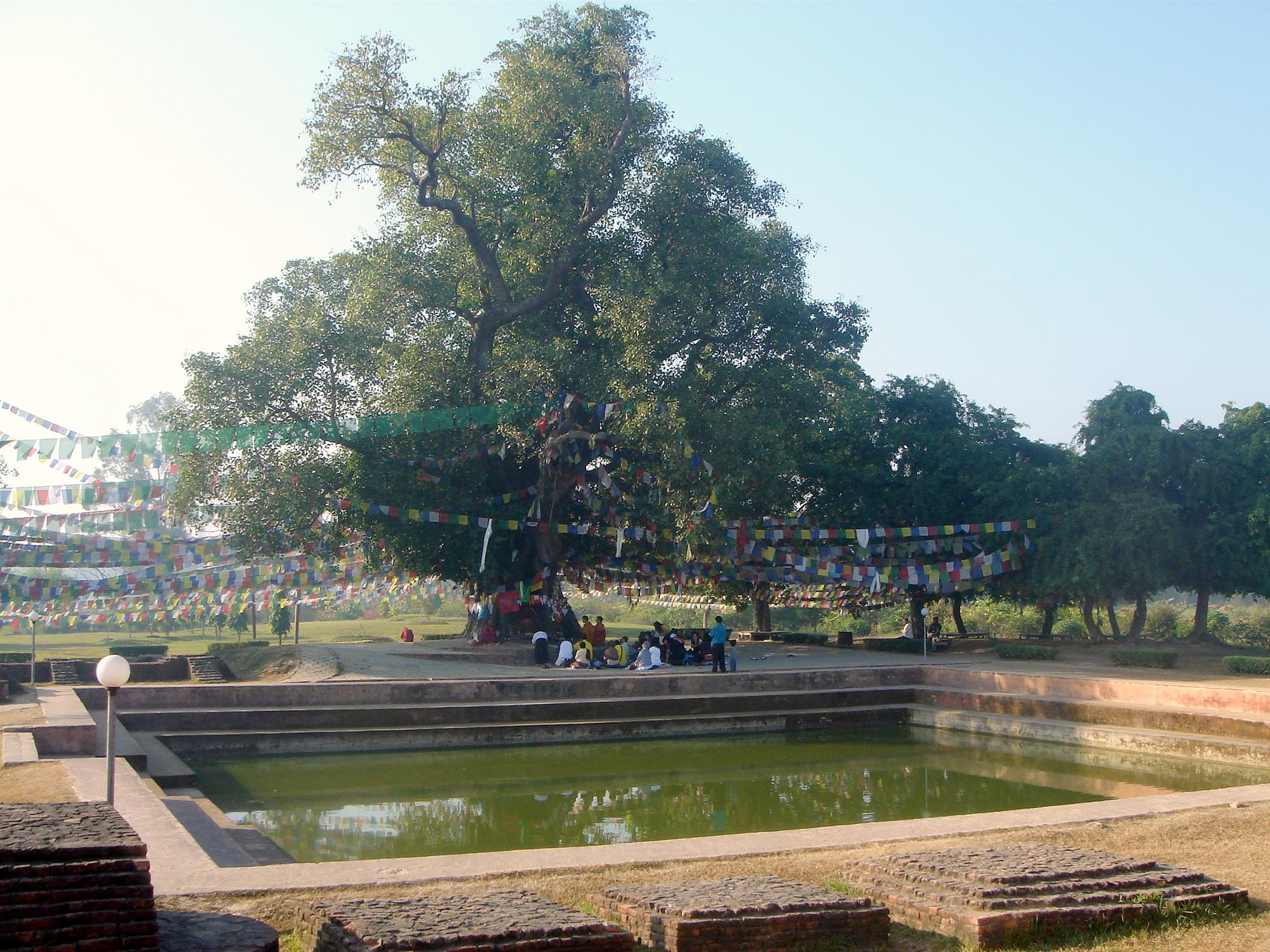
Bodhiboom en vijver
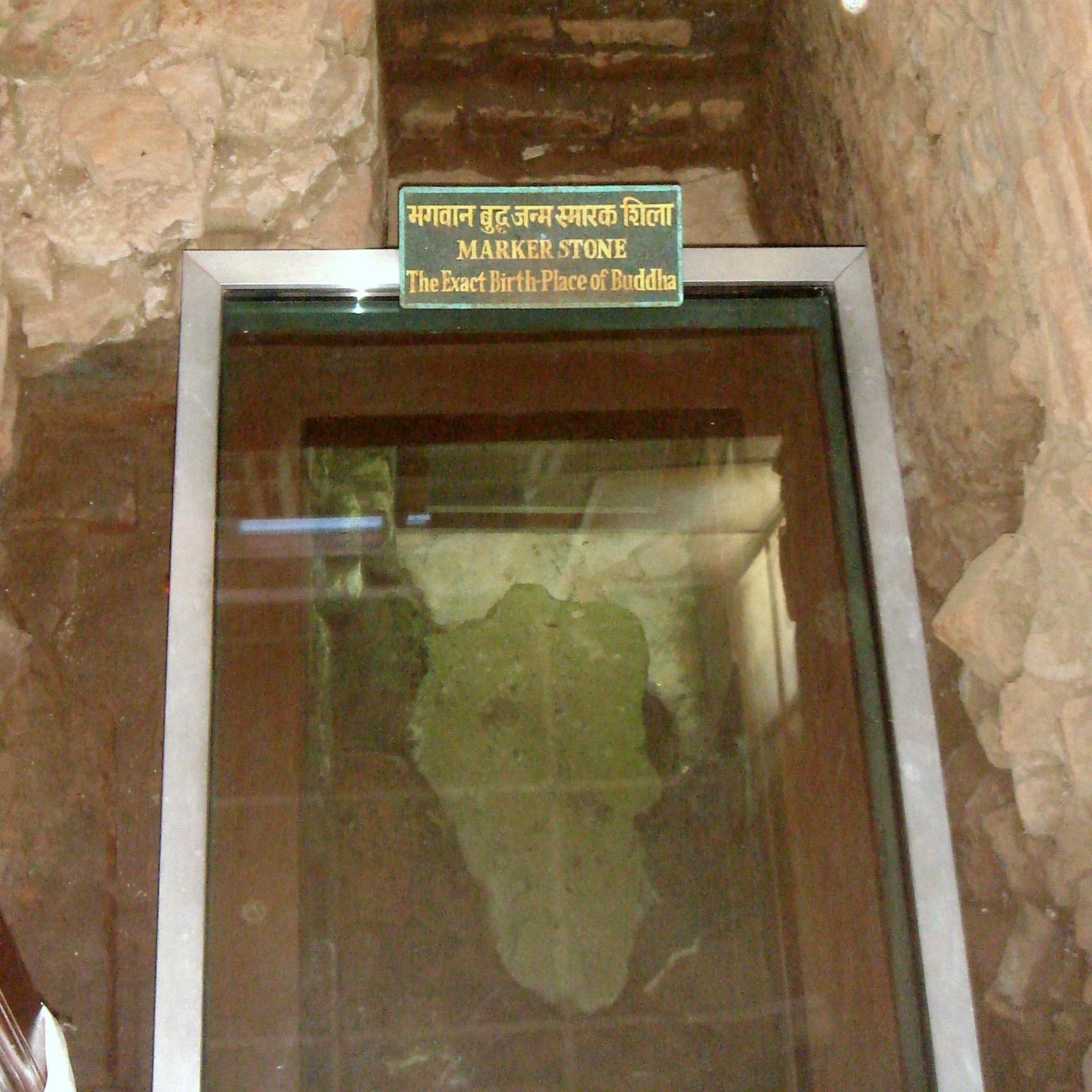
De geboorteplek van Gautama Boeddha
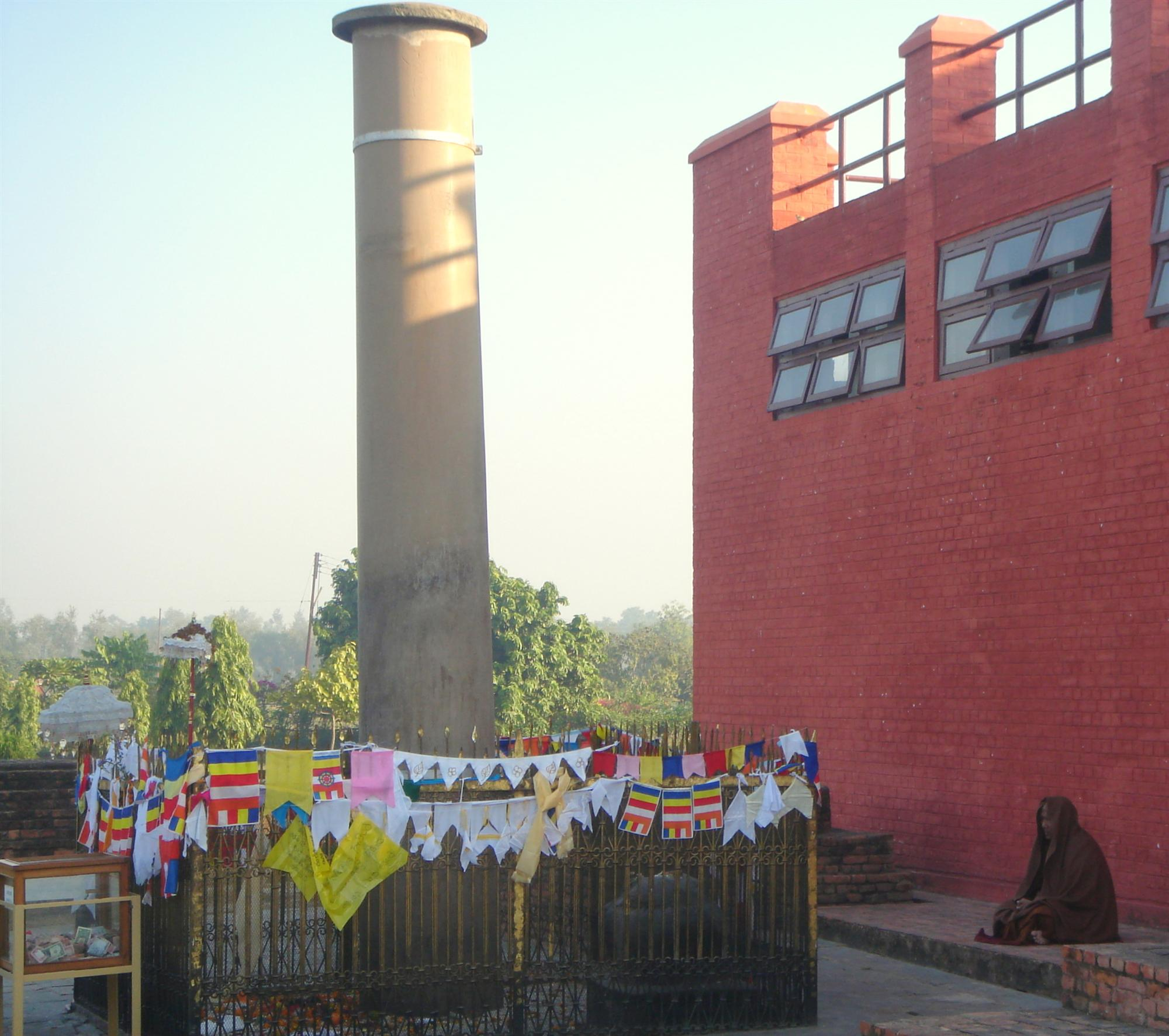
Ashokapilaar
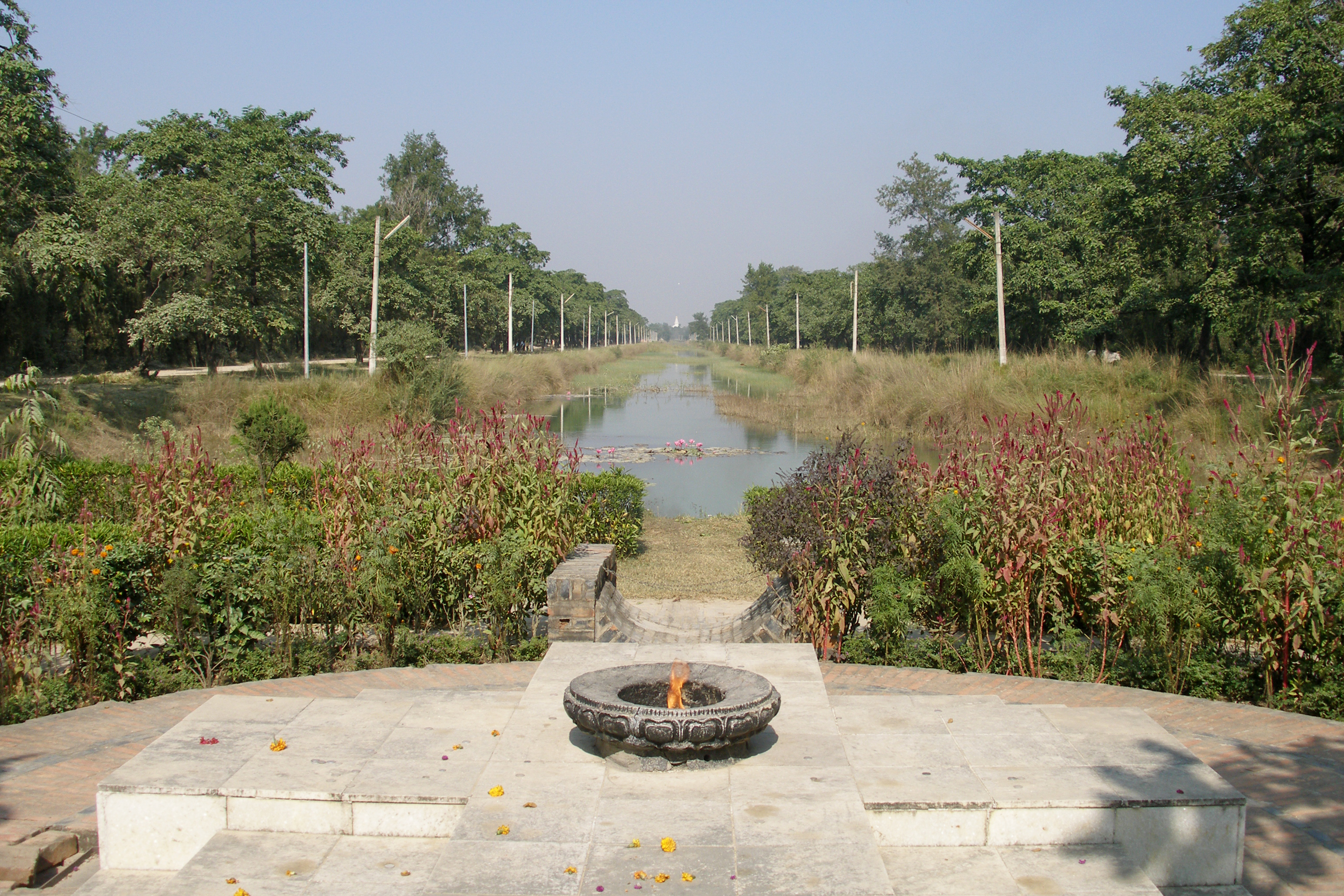
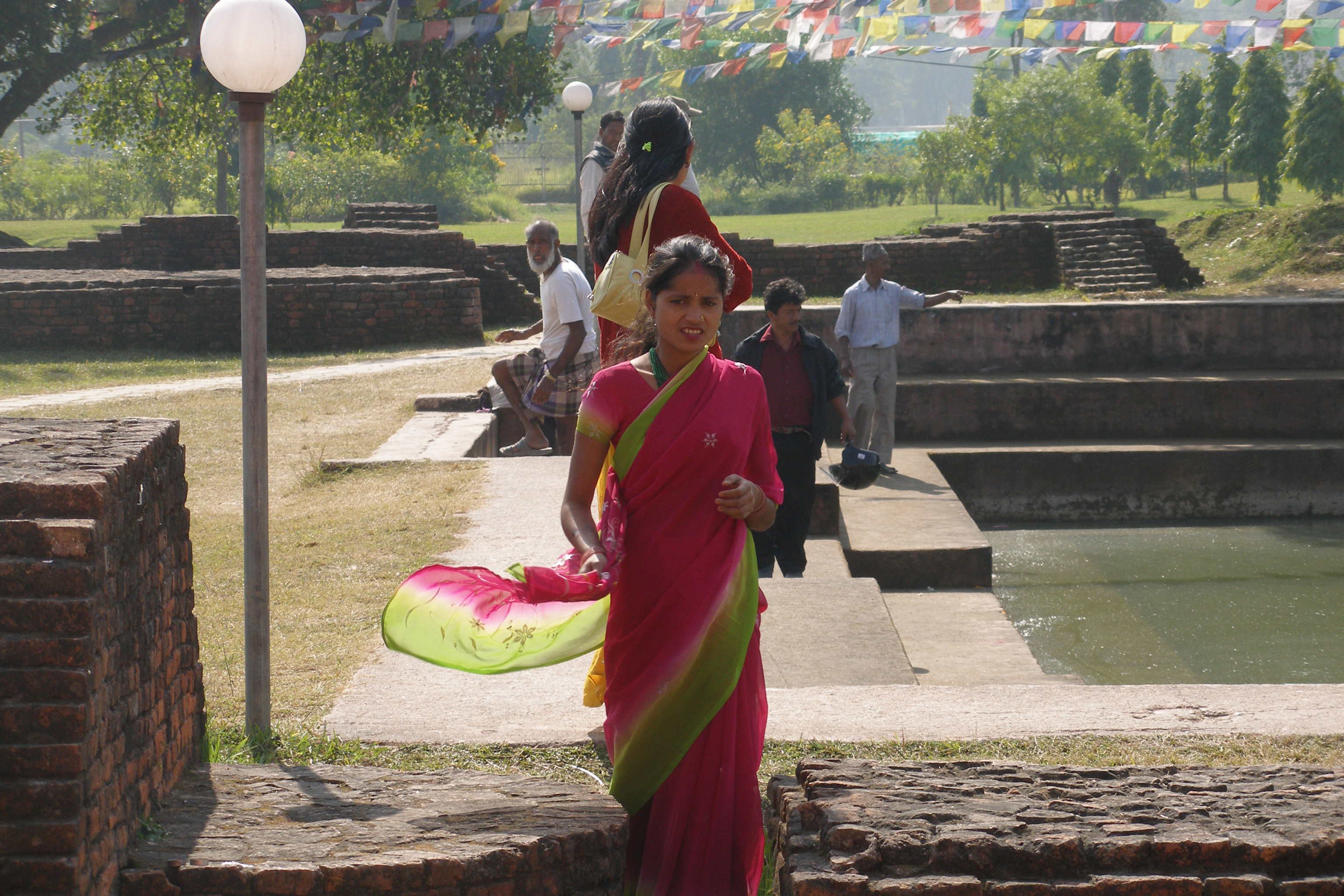
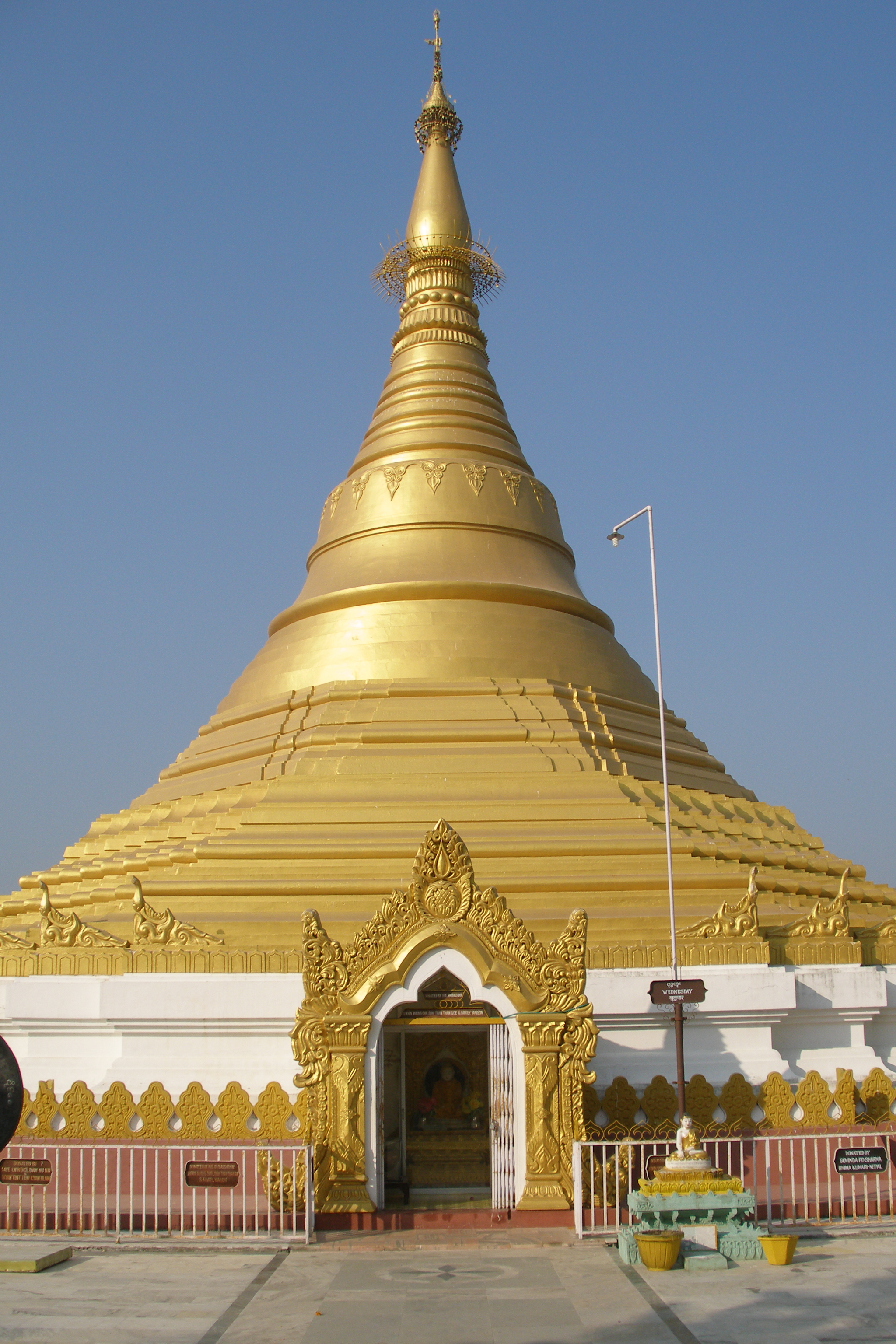
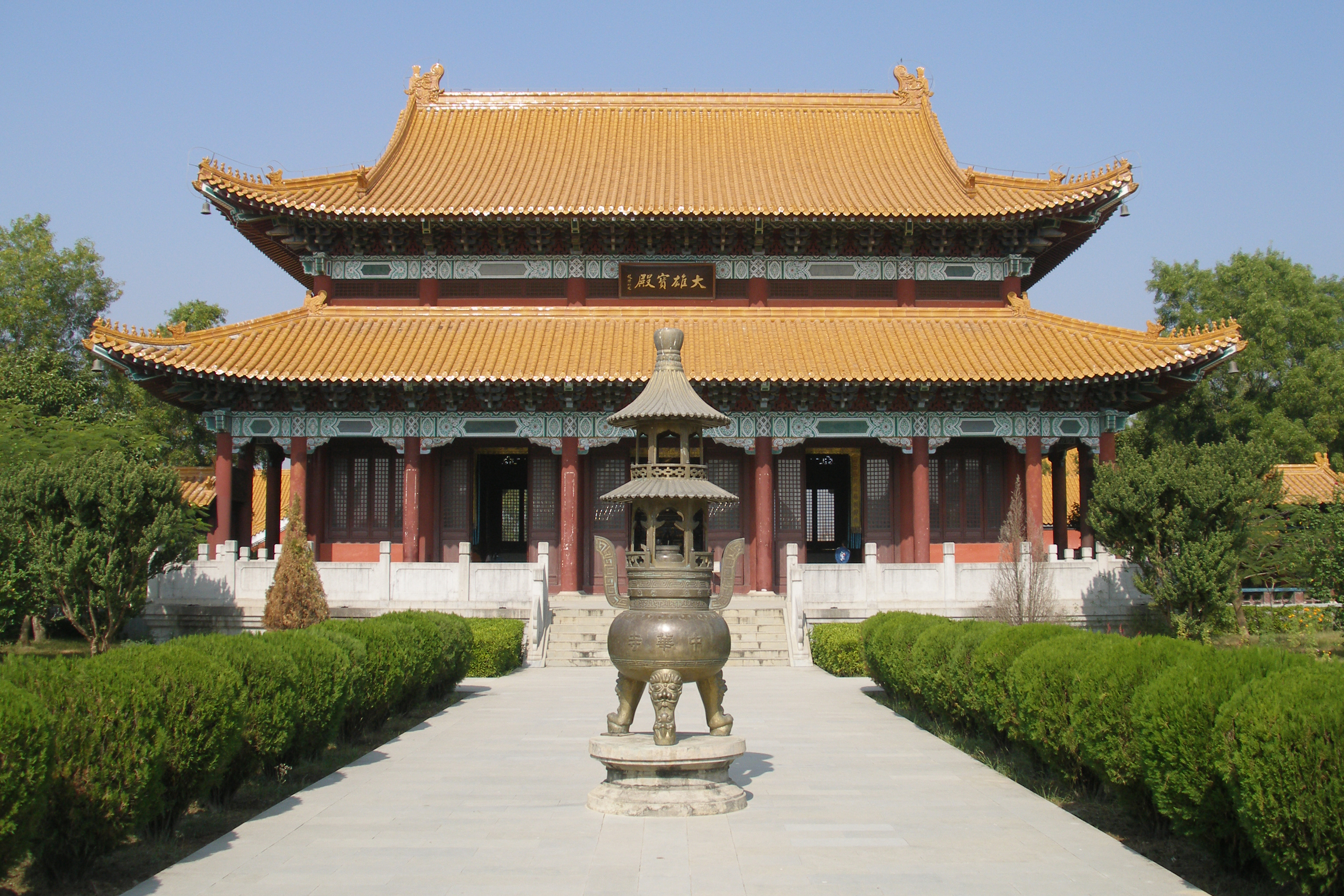
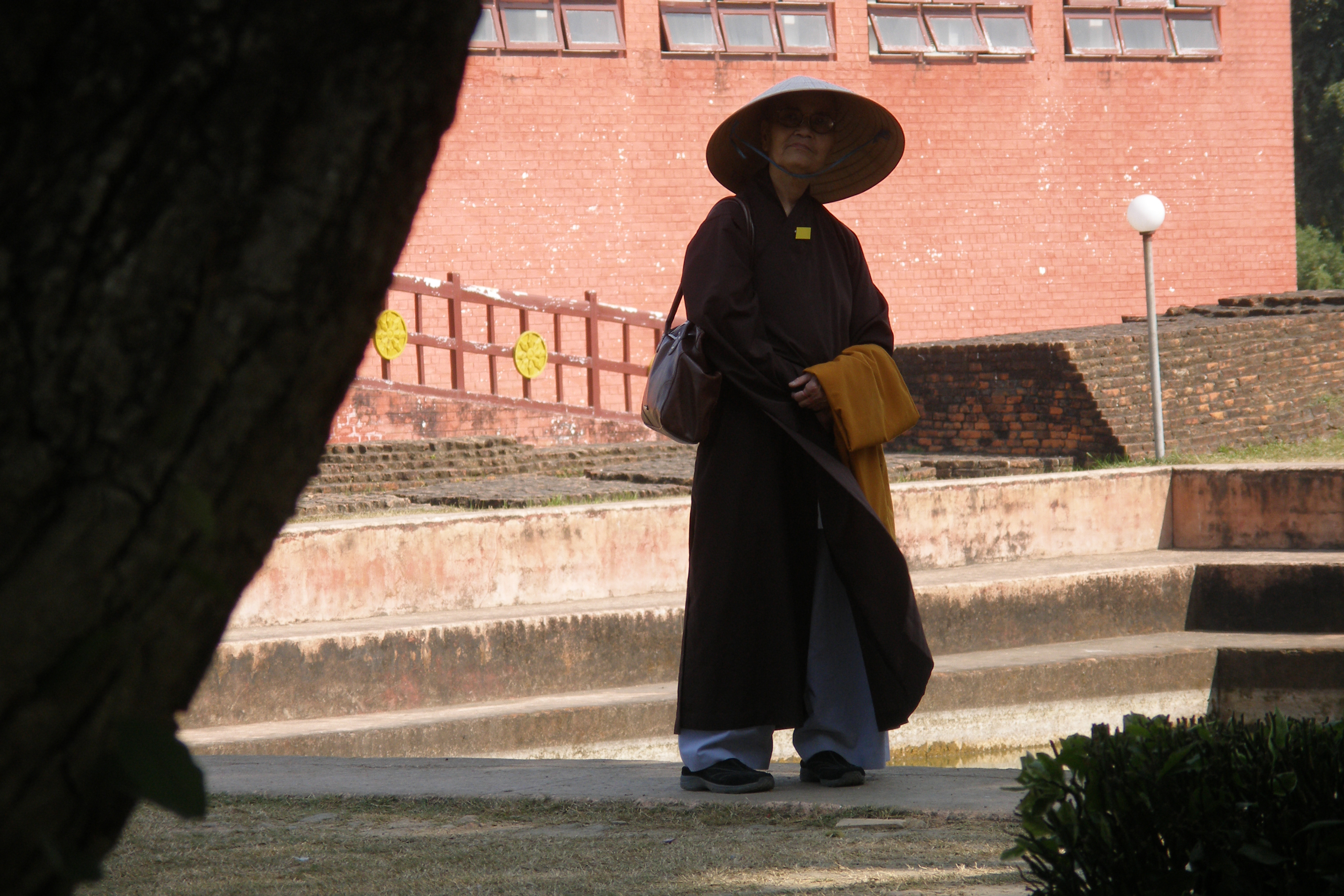

Bodhgaya · Sarnath · Kushinagara · Lumbini
Kathmandu-vallei · Sagarmatha National Park · Nationaal Park Chitwan · Lumbini, geboorteplaats van Gautama Boeddha